# Навколо світу за 80 днів (фільм, 2004)
«Навколо світу за 80 днів» (англ. Around the World in 80 Days) — фільм США, за романом Жуля Верна. В головних ролях Джекі Чан і Стів Куґан. Фільм вийшов на екрани в 2004 році.

## Опис
Ексцентричний лондонський винахідник Філеас Фогг розкрив таємниці польотів, електрики і багато інших, але суспільство не приймає його, вважаючи божевільним. Фоггу дуже хочеться, щоб до нього відносилися серйозно, і він укладає незвичайне парі з лордом Келвіном, главою Королівської академії наук: він береться зробити подорож навколо земної кулі не більше ніж за 80 днів! Разом з своїм лакеєм Паспарту і прагнучою гострих відчуттів французькою художницею Монік Фогг пускається в божевільну, захоплюючу навколосвітню гонку по суші, морю та повітрю.

## В ролях
- Джекі Чан — Паспарту / Лао Шинь
- Стів Куґан — Філіас Фог
- Сесіль де Франс — Монік Ларош
- Джим Бродбент — Лорд Келвін
- Кеті Бейтс — Королева Вікторія
- Арнольд Шварценеггер — принц Хапі
- Юен Бремнер — інспектор Фікс
- Іен Макніс — Герберт Кітченер
- Роджер Хаммонд — Сесіль Джон Родс
- Девід Раялл — Роберт Солсбері
- Люк Вілсон — Орвілл Райт
- Оуен Вілсон — Вілбер Райт
- Саммо Хунг — Вонг Фей Хун
- Адам Годлі — містер Саттон
- Марк Едді — капітан пароплава
- Річард Бренсон — оператор повітряної кулі
- Джон Кліз — сержант
- Вілл Форте — французький поліцейський Боббі
- Роб Шнайдер — бездомний
- Меггі К'ю — агентка

## Закадрове озвучення
- Двоголосе закадрове озвучення студії «1+1» (2006). Ролі озвучували: Олесь Гімбаржевський та Лариса Руснак. З цим озвученням транслювались на каналах «1+1», «2+2», «ТЕТ» та «ICTV».
- Багатоголосе закадрове озвучення телекомпанії «Новий канал» (2008). Ролі озвучували: Олег Лепенець, Олесь Гімбаржевський та Наталя Романько-Кисельова. З цим озвученням транслювались на каналах «1+1», «2+2», «ТЕТ» та «Новий канал».
- Багатоголосе закадрове озвучення студії «Сохо Продакшн» на замовлення ТРК «Україна» (2008). Ролі озвучували: Михайло Кришталь, Микола Говір, Вадим Пономаренко та Ганна Свєрдлова.
- Старе багатоголосе закадрове озвучення студії «Так Треба Продакшн» на замовлення телеканалу «AMC» (2021). Деякі чоловічі ролі озвучував Михайло Тишин.
- Нове багатоголосе закадрове озвучення студії «Так Треба Продакшн» на замовлення АТ «НСТУ» (2025). Всі чоловічі ролі озвучували Володимир та Дмитро Терещуки.